# Sarantajärvi
Sarantajärvi eller Nurmisarana är en sjö i Finland. Den ligger i kommunen Karstula i landskapet Mellersta Finland, i den centrala delen av landet, 300 km norr om huvudstaden Helsingfors. Sarantajärvi ligger 208 meter över havet. I omgivningarna runt Sarantajärvi växer i huvudsak blandskog. Den är 1,1 meter djup. Arean är 29,2 hektar och strandlinjen är 2,99 kilometer lång. Sjön  ingår i Kymmene älvs huvudavrinningsområde. 